# PACT Zollverein

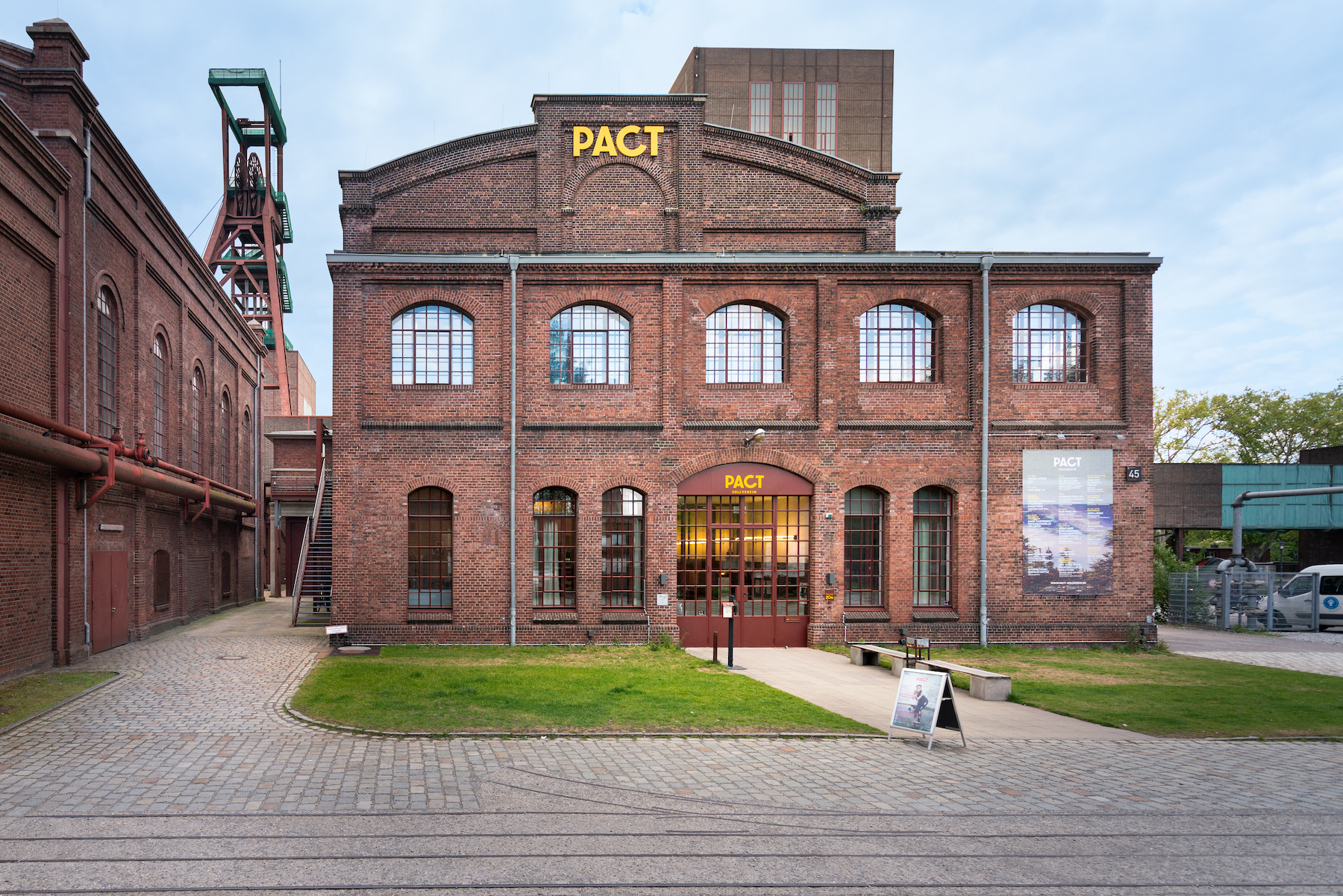
PACT Zollverein, Außenansicht

PACT Zollverein (Performing Arts Choreographisches Zentrum NRW Tanzlandschaft Ruhr) ist seit 2002 ein choreographisches Zentrum in der ehemaligen Waschkaue auf dem Gelände des UNESCO-Welterbes Zeche Zollverein in Essen.
Als Bühne für zeitgenössische Kunst produziert und koproduziert PACT Zollverein neue Tanz- und Performance-Stücke, zeigt regelmäßig Gastspiele, hat ein internationales Residenzprogramm für Künstler und bietet darüber hinaus im Bereich Plattformen einen Austausch für Kunstschaffende der Region und aus aller Welt. Ein weiteres Feld liegt in Projekten, die das Themen- und Recherchefeld des Stadtraums in den Blick nehmen, die Funktion und Wirkung des städtischen Raumes befragen und Konzepte entwerfen, um Stadtgesellschaft gemeinsam zu gestalten. 2015 zeichneten die Ministerien für Wissenschaft, Wirtschaft und Städtebau PACT für seine interdisziplinäre Arbeit als ›Ort des Fortschritts‹ aus. Seit 2002 ist Stefan Hilterhaus Künstlerischer Leiter von PACT Zollverein.

## Geschichte

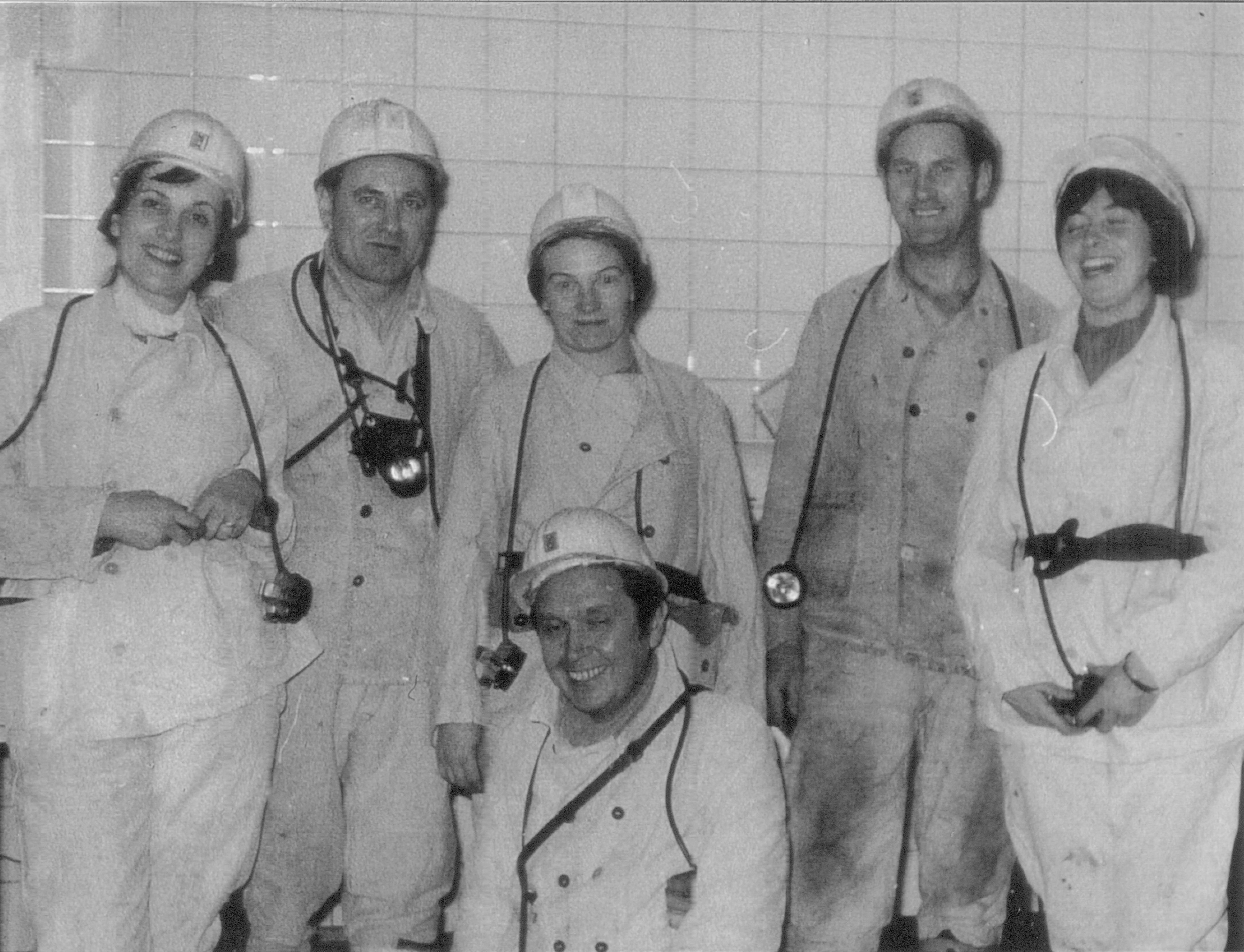
Bergarbeiter in der Waschkaue

Nachdem die 2001 zum Weltkulturerbe der UNESCO ernannte Zeche Zollverein 1847 als Steinkohlebergwerk in Betrieb genommen worden war, wurde die Waschkaue im Jahr 1907 fertiggestellt. Bis 1986 diente das Gebäude hauptsächlich als Umkleide und Dusche für etwa 3000 Bergmänner täglich sowie zeitweise als Krankenstation, Lohnstelle und Lampenlager. Nachdem die Zeche 1986 geschlossen worden war, begann die Geschichte von PACT Zollverein mit einer Hausbesetzung von freien Tänzern Mitte der 1990er-Jahre, die die ehemalige Waschkaue bespielten.
1999 wurde das Haus ein Jahr lang durch das Architekturbüro Christoph Mäckler, Frankfurt am Main in das Choreographische Zentrum NRW umgebaut. Designierte Künstlerische Leiterin war Susanne Linke, Geschäftsführer Gianni Malfer. 2000 wurde die Arbeit im Choreographischen Zentrum NRW aufgenommen und zwei Jahre später wurde PACT Zollverein aus der Institution Choreographisches Zentrum NRW und dem Projekt Tanzlandschaft Ruhr unter der Künstlerischen Leitung von Stefan Hilterhaus und der Geschäftsführung von Dirk Hesse gegründet. 2009 übernahm Christian Koch zusammen mit Stefan Hilterhaus die Geschäftsführung. Das Choreographische Zentrum NRW wird seit 2011 durch eine Stiftung getragen. Die Stiftung Choreographisches Zentrum NRW ist seitdem alleiniger Gesellschafter der Choreographisches Zentrum NRW Betriebs GmbH. Im Juni 2012 übernahm Swantje Stephan gemeinsam mit Stefan Hilterhaus die Geschäftsführung. Seit 2015 haben Janne Terfrüchte und Stefan Hilterhaus, Künstlerischer Leiter von PACT, die Geschäftsführung des Hauses inne.
Im Sommer 2016 gründete PACT Zollverein außerdem mit der WerkStadt ein unabhängiges Labor und ein Begegnungsort, der zentral im Stadtteil Essen-Katernberg liegt. Gemeinsam mit Bewohnern, lokalen Akteuren und (inter-)nationalen Künstlern werden hier lokale, regionale, nationale und transnationale urbane Realitäten und Visionen untersucht, hinterfragt und entworfen.
2022 feierte PACT Zollverein sein 20-jähriges Jubiläum. Zu diesem Anlass erschien auch die Buchreihe ›Radical Proximity‹ im DISTANZ Verlag. Die Bände umfassen Interviews, Essays und visuelle Beiträge wegweisender Protagonisten aus den Bereichen Wissenschaft und Aktivismus, Kunst und Philosophie, die sich auf inspirierende Weise mit drängenden Fragen unserer Zeit auseinandersetzen.

## Haus
Die ehemalige Waschkaue verfügt auf ihren 3.000 Quadratmetern über zwei Bühnen, die flexibel genutzt werden können. Auf der großen Bühne finden bis zu 302 Besucher Platz, auf der kleinen Bühne können sich bis zu 90 Besucher die Vorstellung ansehen. Durch die Wandlungsfähigkeit und die vielfältigen Nutzungsmöglichkeiten werden auch andere Räume, Nischen und Flure für Performances, Ausstellungen und Installationen genutzt. In den drei eingerichteten Studios, auf beiden Bühnen sowie im externen Studiohaus auf dem Gelände recherchieren, proben und produzieren im Residenzprogramm etwa 30 internationale Künstlergruppen mehrere Wochen im Jahr. Das Haus selbst trägt noch immer den Charme der ehemaligen Waschkaue und erinnert mit seinen weiß gefliesten Wänden, den zahlreichen Seifenschalen, in die immer noch Seifen bestückt werden, oder den an der Bühnendecke zu lesenden Zahlenreihen, an die einstige Nutzung durch die Bergmänner.
„Wo sich einst jeden Tag 3.000 Bergbauarbeiter den Kohlenstaub vom Leib duschten, ist PACT Zollverein entstanden, ein hoch spannendes Zentrum für Gegenwartskunst, das den Sinn für das Spielerische pflegt. […] Bei aller Überprüfung der Gegenwart und Ausrichtung auf die Zukunft bleibt die Geschichte stets präsent. Sie ist am Gebäude selbst ablesbar, an seinen weiß gefliesten Wänden, an den Spiegeln und Seifenschalen, die an die vormalige Funktion der Kaue erinnern. Zwischen Zukunft und Vergangenheit ist PACT so ein spannender Hybrid, in dem mit spielerischem Ernst an den Fragen von Morgen gearbeitet wird.“ – Esther Boldt, Journalistin und Theaterkritikerin.

## Künstler und Programm
Seit 2002 ist PACT Zollverein Initiator, Motor und Bühne für wegweisende Entwicklungen in den Bereichen Tanz, Performance, Theater, Medien und bildende Kunst. In über 20 Ländern weltweit finden jedes Jahr zwischen 400 und 600 Gastspiele statt, die von PACT Zollverein koproduziert werden oder im Haus erarbeitet wurden. Dabei werden sowohl etablierte als auch junge Künstler gefördert, Workshops, Symposien und Residenzen organisiert und künstlerische Arbeiten im Bereich von Tanz und Performance produziert und präsentiert.
Mit zahlreichen Künstlern und Kompanien verbindet das Haus regelmäßige Zusammenarbeit, u. a. Meg Stuart, Forced Entertainment, Kate McIntosh, Eszter Salamon, Xavier Le Roy, Needcompany oder Anne Teresa De Keersmaeker (Rosas). PACT ist Partner des internationalen Netzwerks für die Entwicklung des zeitgenössischen Tanzes in Europa, DNA, das 2015 von einer Jury der Europäischen Kommission offiziell als ›Erfolgsstory‹ („success story“) bewertet wurde, fungiert im internationalen Netzwerk Aerowaves als Repräsentant für Deutschland, engagiert sich im medienwerk.nrw. 2018 war PACT Zollverein Ausrichter der Tanzplattform Deutschland.
PACT Zollverein ist außerdem Gründungsmitglied des seit 2015 bestehenden Bündnisses internationaler Produktionshäuser, einem Zusammenschluss der sieben wichtigsten Produktions- und Präsentationsorte für die frei produzierenden zeitgenössischen darstellenden Künste in Deutschland: FFT Forum Freies Theater (Düsseldorf), HAU Hebbel am Ufer (Berlin), HELLERAU Europäisches Zentrum der Künste (Dresden), Kampnagel Zentrum für schönere Künste (Hamburg), Künstler*innenhaus Mousonturm (Frankfurt a. M.), PACT Zollverein (Essen) und tanzhaus nrw (Düsseldorf). Gegründet als Häuser ohne feste Ensembles sind sie heute die bedeutendsten Ankerinstitutionen für die frei produzierenden darstellenden Künste in ihren Regionen sowie die wichtigsten Partner für nationale und internationale(Ko-)Produktionen und Gastspiele. Das Spektrum der künstlerischen Produktion umfasst zeitgenössisches Theater, Tanz und Performance ebenso wie Musik, Diskurs und Projekte der bildenden Kunst.

## Uraufführungen (Auswahl)
Zahlreiche Kompanien entwickeln ihre Arbeiten in der ehemaligen Waschkaue und bringen sie bei PACT Zollverein zur Uraufführung.
2024: Forced Entertainment (GB) ›Signal to Noise‹, caner teker ›east of what?‹, 2023: Marco Donnarumma ›I Am Your Body‹, Rauf Yasit /  Urban Arts Ensemble Ruhr ›CRACKS‹, 2022: Forced Entertainment (GB) ›Under Bright Light‹, Ben J. Riepe ›The Patient‹, Transformella [fed and cared for by J.P. Raether] ›Transformella Cinis' Forking [4.4.6.10.X] – KosmoSomatische Kaffeefahrt‹, 2021: Polymer DMT / Fang Yun Lo Home ›Away From Home‹, Renegade ›DRANG‹, Michiel Vandevelde ›Ghosts of the Past‹, Forced Entertainment (GB) ›How The Time Goes‹, Laokoon ›Made to Measure – Ein künstlerisches Datenexperiment‹, Mette Ingvartsen ›The Dancing Public‹, 2020: Forced Entertainment (GB) ›End Meeting For All‹, Meg Stuart / Damaged Goods ›CASCADE‹, Forced Entertainment ›Complete Works: Table Top Shakespeare: At Home‹, Kate McIntosh (NZ/BE) ›To Speak Light Pours Out‹, 2019: Alma Söderberg ›Entangled Phrases‹, Michiel Vandevelde / FOLKWANG TANZSTUDIO (FTS) ›Neuer Neuer Neuer Tanz‹, Dana Caspersen / MichaelDouglas Kollektiv ›The Polarity Party‹, Eva Meyer-Keller (DE) ›Living Matters‹, Eszter Salamon ›MONUMENT 0.6: HETEROCHRONIE / Palermo 1599 - 1920‹, 2018: Mohammad Al Attar /  Omar Abusaada (SYR) ›The Factory‹, Alexandra Bachzetsis (CH) ›Escape Act‹, 2017: Forced Entertainment (GB) ›Dirty Work (The Late Shift)‹, Eszter Salamon (HR/FR) ›Monument 0.5: The Valeska Gert Monument‹, Eva Meyer-Keller (DE) ›Some Significance‹, 2016: Richard Siegal (US/DE/FR) ›In Medias Res‹, Noé Soulier (FR) ›Faits et gestes‹, Kate McIntosh (NZ/BE) ›In Many Hands‹, Henrietta Horn (DE) ›Kaiserkleider‹, Ben J. Riepe (DE) ›ARENA ARCTICA‹ 2015: Noé Soulier (FR) ›Removing‹, Eszter Salamon (HR/FR) ›Monument 0.1: Valda&Gus‹, Ben J. Riepe Kompanie (DE) ›Untitled: Persona‹ 2014: Forced Entertainment (GB) ›The Notebook‹, Mette Ingvartsen (DK / BE) ›69 positions‹, Xavier Le Roy (FR) ›Untitled (2014)‹, 2013: Grace Ellen Barkey (ID / NL) / Needcompany (BE) / Meet the residents (US) ›Mush-room‹, Vlatka Horvat (HR / US / UK) ›In the balance‹, Kate McIntosh (NZ / BE) ›All Ears‹, 2012: Benoît Lachambre (CA) ›Snakeskins‹, Forced Entertainment ›The Coming Storm‹, 2011: Meg Stuart (US / DE) / Damaged Goods (BE) ›Violet‹, 2010: Thomas Lehmen (DE) ›Schrottplatz‹, 2009: Vincent Dunoyer (FR) ›Encore‹, Vera Mantero (PT) & Guests ›Wir werden all das vermissen, was wir nicht brauchen‹, 2008: Jefta van Dinther (NL / S) / Mette Ingvartsen (DK / BE) ›It´s in the air‹, Forced Entertainment (GB) ›Spectacular‹, Zoo / Thomas Hauert (CH / BE) ›Accords‹, 2007: VA Wölfl / Neuer Tanz (DE) ›12/… im linken Rückspiegel auf dem Parkplatz von Woolworth / Mittelalter Edition‹ Triographie, Rodelpho Leoni Dance (BR / D) ›Mesh‹, Mette Ingvartsen (DK / BE) ›Why we love action‹, Laurent Chétouane (FR / D) ›Studie zu Bildbeschreibung von Heiner Müller‹, 2006: Eszter Salamon (HU / D) ›NVSBL‹, 2005: Grace Ellen Barkey (IND / NL) / Needcompany (BE) ›Chunking‹, 2003: Lara Martell ›Solo mit Sahne‹, Crystal Pite / Kidd Pivot (CA) ›Uncollected Work‹.

## Nachweise
- Theater der Zeit, Heft Nr. 6, Juni 2011, S. 16–18.
- Theater der Zeit, Heft Nr. 1, Januar 2007, S. 20–22.

## Belege
1. ↑  Esther Boldt: „PACT Zollverein – auf der Grenze von Tanz und Performance“, in Goethe-Institut e. V., Online-Redaktion, März 2009.
2. ↑  Esther Slevogt: Bündnis Internationaler Produktionshäuser und Internationales Tanzzentrum geplant. Abgerufen am 18. Oktober 2018 (deutsch).